# Верхние Шипки
Ве́рхние Шипки́ (тат. Югары Шепкә) — село в Заинском районе Республики Татарстан, административный центр Верхнешипкинского сельского поселения.

## Этимология
Топоним произошёл от татарского слова «югары» (верхний) и гидронима «Шепкә» (Шипка). 
По другим источникам, происхождение названия связано с башкирским прозвищем «Шепкә» — «суслон с шестью снопами».

## География
Село находится на реке Шипка, в 12 км к западу от города Заинска.

## История
В окрестностях села выявлен археологический памятник – Верхнешипкинское местонахождение (общебулгарский период).
Село основано в конце XVII века. В дореволюционных источниках упоминается также как Шапкабаш, Шипкабаш.
До 1860-х годов жители относились к категории государственных крестьян (из ясачных татар). Их основные занятия в этот период — земледелие и скотоводство, были распространены пчеловодство, бондарный, санный, ткацкий, рогожный и другие промыслы.
По сведениям 1870 года, имелись мечеть, медресе, водяная мельница, в начале XX века также — хлебозапасный магазин, 2 бакалейные лавки. В этот период земельный надел сельской общины составлял 1749 десятин.
По подворной переписи 1912–1913 годов, из 336 дворов 68 были безлошадными, 262 — одно-, двухлошадными, 6 имели по три и более рабочих лошадей; зарегистрировано 2311 голов крупного рогатого и прочего скота, 703 пчелосемьи; 252 хозяйства занимались кустарными промыслами.
До 1920 года село относилось к Токмакской волости Мензелинского уезда Уфимской губернии. С 1920 года в составе Мензелинского, с 1922 года — Челнинского кантонов ТАССР.
С 10 августа 1930 года — в Шереметьевском, с 10 февраля 1935 года — в Заинском, с 1 февраля 1963 года – в Челнинском, с 1 ноября 1972 года — в Заинском районах. 
В период коллективизации в селе организован колхоз «Кзыл Татарстан». С 1997 года село было в составе сельскохозяйственного производственного кооператива «Шипки».
В 1987–1993 годах около села введен в эксплуатацию Заинский кирпичный завод.

## Население
| 1859 | 1897 | 1920 | 1926 | 1938 | 1949 | 1958 | 1970 | 1979 | 1989 | 2002 | 2010 | 2017 |
| ---- | ---- | ---- | ---- | ---- | ---- | ---- | ---- | ---- | ---- | ---- | ---- | ---- |
| 609  | 1396 | 1720 | 1169 | 1096 | 1118 | 970  | 1090 | 908  | 720  | 844  | 853  | 770  |

Национальный состав села: татары — 90% (2017 год).

## Экономика
С 2004 года действует подразделение агрофирмы «Зай». С 1993 года действует Заинский кирпичный завод. Жители работают в крестьянских фермерских хозяйствах (полеводство, молочное скотоводство)>.

## Инфраструктура
В селе функционируют неполная средняя школа (с 1924 г. как четырёхклассная), детский сад (построен в 2013 году), дом культуры и библиотека (оба — с 1971 года), врачебная амбулатория. 

## Религия
Мечеть (с 1991 года).